# 大田原富清
大田原 富清（おおたわら とみきよ）は、下野大田原藩の第13代藩主。
天保7年（1836年）7月7日、丹波綾部藩の第9代藩主・九鬼隆都の次男として生まれる。嘉永4年（1851年）に大田原藩の第12代藩主・大田原広清が死去したため、その養子となって家督を継いだ。12月28日に従五位下・飛騨守に叙位・任官する。
嘉永6年（1853年）9月から嘉永7年（1854年）9月まで駿府城加番を務めた。安政5年（1858年）8月から安政6年（1859年）まで大坂城加番を務めた。文久2年（1862年）閏8月からも大坂加番に任じられて任地に赴くが、間もなく病に倒れて9月2日に大坂で死去した。享年27。跡を長男・一清が継いだ。

## 系譜
父母
- 九鬼隆都（実父）
- 板倉勝俊の娘（実母）
- 大田原広清（養父）
- 黒田長韶の娘（養母）

正室
- 鋭 ー 大田原清徳の長女

子女
- 大田原一清（長男）生母は鋭（正室）
- 松平忠良（次男）